# Liste der Länderspiele der nordjemenitischen Fußballnationalmannschaft

Flagge Nordjemens

Diese Liste enthält alle offiziellen A-Länderspiele der nordjemenitischen Fußballnationalmannschaft.

## Länderspiele

### 1960 bis 1969
|  | Datum             | Gegner      | Resultat | Anlass                                 | Austragungsort   | Bemerkungen                                         |
|  | ----------------- | ----------- | -------- | -------------------------------------- | ---------------- | --------------------------------------------------- |
|  | 01. April 1966    | Syrien      | 1:4      | Arabischer Nationenpokal 1966-Vorrunde | Bagdad (IRK)     | Erstes Länderspiel, erstes Länderspiel gegen Syrien |
|  | 03. April 1966    | Palästina   | 0:7      | Arabischer Nationenpokal 1966-Vorrunde | Bagdad (IRK)     | Erstes Länderspiel gegen Palästina                  |
|  | 05. April 1966    | Libyen      | 1:16     | Arabischer Nationenpokal 1966-Vorrunde | Bagdad (IRK)     | Erstes Länderspiel gegen Libyen, höchste Niederlage |
|  | 26. November 1966 | Nordvietnam | 0:9      | GANEFO 1966                            | Phnom Penh (KAM) | Erstes Länderspiel gegen Nordvietnam                |
|  | 29. November 1966 | Kambodscha  | 0:8      | GANEFO 1966                            | Phnom Penh (KAM) | Erstes Länderspiel gegen Kambodscha                 |
|  | 05. Dezember 1966 | China       | 0:6      | GANEFO 1966                            | Phnom Penh (KAM) | Erstes Länderspiel gegen China                      |
|  | ??.??.1966        | Palästina   | 3:5      | GANEFO 1966                            | Phnom Penh (KAM) |                                                     |
|  | ??.??.1966        | Nordkorea   | 0:14     | GANEFO 1966                            | Phnom Penh (KAM) | Erstes Länderspiel gegen Nordkorea                  |

### 1980 bis 1989
|  | Datum            | Gegner                       | Resultat | Anlass                                        | Austragungsort  | Bemerkungen                                           |
|  | ---------------- | ---------------------------- | -------- | --------------------------------------------- | --------------- | ----------------------------------------------------- |
|  | 13. Oktober 1984 | Indien                       | 0:4      | Fußball-Asienmeisterschaft 1984/Qualifikation | Kalkutta (IND)  | Erstes Länderspiel gegen Indien                       |
|  | 17. Oktober 1984 | Pakistan                     | 1:4      | Fußball-Asienmeisterschaft 1984/Qualifikation | Kalkutta (IND)  | Erstes Länderspiel gegen Pakistan                     |
|  | 22. Oktober 1984 | Malaysia                     | 1:4      | Fußball-Asienmeisterschaft 1984/Qualifikation | Kalkutta (IND)  | Erstes Länderspiel gegen Malaysia                     |
|  | 23. Oktober 1984 | Südkorea                     | 0:6      | Fußball-Asienmeisterschaft 1984/Qualifikation | Kalkutta (IND)  | Erstes Länderspiel gegen Südkorea                     |
|  | 29. März 1985    | Syrien                       | 0:1      | Fußball-Weltmeisterschaft 1986/Qualifikation  | Sanaa           |                                                       |
|  | 05. April 1985   | Kuwait                       | 0:5      | Fußball-Weltmeisterschaft 1986/Qualifikation  | Kuwait (KUW)    | Erstes Länderspiel gegen Kuwait                       |
|  | 19. April 1985   | Syrien                       | 0:3      | Fußball-Weltmeisterschaft 1986/Qualifikation  | Damaskus (SYR)  |                                                       |
|  | 26. April 1985   | Kuwait                       | 1:3      | Fußball-Weltmeisterschaft 1986/Qualifikation  | Sanaa           |                                                       |
|  | 05. August 1985  | Saudi-Arabien                | 0:2      | Panarabische Spiele 1985-Vorrunde             | Rabat (MAR)     | Erstes Länderspiel gegen Saudi-Arabien                |
|  | 07. August 1985  | Algerien B                   | 1:3      | Panarabische Spiele 1985-Vorrunde             | ? (MAR)         | Inoffizielles Länderspiel                             |
|  | 09. August 1985  | Vereinigte Arabische Emirate | 2:1      | Panarabische Spiele 1985-Vorrunde             | ? (MAR)         | Erstes Länderspiel gegen Vereinigte Arabische Emirate |
|  | 15. Oktober 1985 | Mexiko                       | 0:2      | Freundschaftsspiel                            | Sanaa           | Erstes Spiel gegen Mexiko                             |
|  | 05. Februar 1988 | China                        | 0:0      | Fußball-Asienmeisterschaft 1988/Qualifikation | Abu Dhabi (VAE) |                                                       |
|  | 07. Februar 1988 | Vereinigte Arabische Emirate | 1:2      | Fußball-Asienmeisterschaft 1988/Qualifikation | Abu Dhabi (VAE) |                                                       |
|  | 11. Februar 1988 | Indien                       | 1:0      | Fußball-Asienmeisterschaft 1988/Qualifikation | Abu Dhabi (VAE) |                                                       |
|  | 14. Februar 1988 | Bangladesch                  | 0:0      | Fußball-Asienmeisterschaft 1988/Qualifikation | Abu Dhabi (VAE) |                                                       |
|  | 16. Februar 1988 | Thailand                     | 3:3      | Fußball-Asienmeisterschaft 1988/Qualifikation | Abu Dhabi (VAE) |                                                       |
|  | 10. März 1989    | Syrien                       | 0:1      | Fußball-Weltmeisterschaft 1990/Qualifikation  | Sanaa           |                                                       |
|  | 20. März 1989    | Saudi-Arabien                | 0:1      | Fußball-Weltmeisterschaft 1990/Qualifikation  | Sanaa           |                                                       |
|  | 25. März 1989    | Syrien                       | 0:2      | Fußball-Weltmeisterschaft 1990/Qualifikation  | Latakia (SYR)   |                                                       |
|  | 05. April 1989   | Saudi-Arabien                | 0:1      | Fußball-Weltmeisterschaft 1990/Qualifikation  | Riad (SAA)      |                                                       |